# 44. Infanterie-Division (Wehrmacht)
Die 44. Infanterie-Division war ein Großverband des Heeres der deutschen Wehrmacht. Später wurde ihr der Ehrenname 44. Reichsgrenadier-Division „Hoch- und Deutschmeister“ in der Tradition des K.u.k. Infanterieregiments Hoch- und Deutschmeister Nr. 4 verliehen.

## Geschichte

### Aufstellung
Aufgestellt wurde die Division am 1. April 1938 kurz nach dem Anschluss Österreichs an das Deutsche Reich aus den Divisionen 1–3 des österreichischen Bundesheeres im neu gebildeten Wehrkreis XVII (Wien). Der Anteil an Offizieren und Unteroffizieren aus dem „Altreich“ betrug dabei etwa 20 Prozent.

### Sudetenland
Die Umgliederung wurde durch die Sudetenkrise unterbrochen, als die Division – noch mit österreichischer Gliederung und Waffenausstattung – nach Südmähren verlegt wurde. Am 15./16. März 1939 war der Verband an der sogenannten Zerschlagung der Rest-Tschechei beteiligt.

### Polen
Beim Überfall auf Polen griff die Division von Schlesien aus in ostwärtiger Richtung an und gelangte in 18 Marsch- und Gefechtstagen bis in den Raum Lemberg. Dann wurde sie als Grenzsicherung zur Sowjetunion eingesetzt (die Sowjetunion hatte, wie im geheimen Zusatzprotokoll zum Hitler-Stalin-Pakt vom 23. August 1939 vereinbart, Ostpolen besetzt). Ab 14. November 1939 wurde die Division als Heeresreserve in den Raum zwischen Harz und Weser verlegt.

### Frankreich
Ab 13. Mai folgte die Division in langen Märschen der Panzergruppe Kleist an den Somme-Abschnitt, wo ab 6. Juni die Weygand-Linie durchbrochen und die Oise kämpfend überquert wurde. Bis zum Waffenstillstandsvertrag am 22. Juni erreichte die Division in Verfolgungsmärschen den Raum Poitiers.
Danach folgte Küstenschutz bei La Rochelle, wo auch bis Oktober für das Unternehmen Seelöwe geübt wurde.
Ende März 1941 wurde die Division nach Polen ins Generalgouvernement verlegt.

### Unternehmen Barbarossa
Die 44. ID war der 6. Armee in der Heeresgruppe Süd zugeordnet und kämpfte im Südabschnitt des Operationsraumes. Nach Bezwingung der Bug-Linie und Verfolgungsmärschen wurden am 1. Juli bei Dubno sowjetische Panzerangriffe abgewehrt und danach die nördliche Flanke der Armee gesichert. Anfang August wurde die Division zum Angriff auf Kiew angesetzt, konnte die Stadt jedoch nicht im ersten Ansturm nehmen. Stattdessen entwickelte sich die Kesselschlacht ostwärts Kiew, wo die 44. ID bis zum 30. September den Kessel spaltete und Ausbruchsversuche der sowjetischen Truppen verhinderte. Der weitere Vormarsch in den Raum nördlich Charkow wurde bereits durch die herbstliche Schlammperiode behindert. Anfang Dezember folgten schwere Abwehrkämpfe südlich Charkow, wo die Division in harten Winterkämpfen die Stadt Balakleja hielt und so den sowjetischen Durchbruch beiderseits Isjum begrenzte.

### 1942
Die entstandene 100 km tiefe Frontausbuchtung wurde im Frühjahr 1942 in einer Kesselschlacht bereinigt. Die 44. ID wurde hierbei nördlich Charkow zur Abwehr der Offensive des Marschalls Timoschenko verwendet. Ab 10. Juni trat die 44. ID zum Angriff nach Osten an. Nach der Schlacht um Woltschansk wurde in anstrengenden Verfolgungsmärschen der Donbogen erreicht, wo die Division bis 11. August an der Kesselschlacht bei Kalatsch beteiligt war. Bis November 1942 sicherte die 44. ID am Don nordwestlich von Stalingrad, wo die Rote Armee Brückenköpfe behielt. Ab 19. November 1942 durchbrach die Rote Armee die Stellungen der westlichen rumänischen Nachbarverbände und konnte die gesamte 6. Armee einschließen.

### Stalingrad
Die 44. ID zog sich befehlsgemäß über den Don nach Osten in den Kessel von Stalingrad zurück. Mitten in der Steppe verteidigte sie bei eisiger Kälte, unzureichender Verpflegung und Munitionsmangel die Westfront des Kessels bis Januar gegen alle Durchbruchsversuche. Bei der sowjetischen Offensive am 10. Januar 1943 wurden die Reste der Division überrollt und kämpften sich auf den westlichen Stadtrand zurück. Am 28./29. Januar gerieten die Überlebenden der Division in Kriegsgefangenschaft, aus der nicht mehr als etwa 100 Männer zurückkehrten.

## Neuaufstellung 1943

Fahne des Grenadier-Regiments 134

Bereits am 26. Januar 1943 beschloss das OKH, dass die 44. ID aufgrund ihrer Leistungen als erste der in Stalingrad zerschlagenen Divisionen neu entstehen sollte. Aus Restteilen von der Tschir-Front, Urlaubern, Genesenen und den Grenadierregimentern 887 und 888 wurde im besetzten Belgien eine neue Division zusammengestellt. Trotz der Verleihung des Ehrennamens „Hoch- und Deutschmeister“ am 1. Juni 1943 entsprach die Gliederung einer pferdebespannten Infanterie-Division. Der Sturz Mussolinis am 25. Juli 1943 hatte die Verladung der Division nach Innsbruck zur Folge.

### Italien
Infolge der Entwicklungen nach der Landung der Alliierten in Sizilien und dem Sturz Mussolinis rückte die Division ab dem 1. August 1943 über den Brenner nach Südtirol ein. Am 8. September wurde der Waffenstillstand zwischen Italien und den Westalliierten bekannt. Für diesen „Fall Achse“ war die Entwaffnung und Internierung der italienischen Armee vorgesehen. Im Bereich der 44. Division wurden am 9. September weit über 50.000 italienische Soldaten gefangen genommen. Danach wurde bis November 1943 zur Partisanenbekämpfung in den Raum Laibach/Triest verlegt. Ab 21. November 1943 wurde die Division dann nach Mittelitalien verladen und dort gegen die Westalliierten eingesetzt.

### Cassino
Vorwärts der Stadt Cassino wurde zwei Monate lang die „Reinhard-Linie“ gegen schwere Angriffe verteidigt. Vom 28. Januar bis 18. Mai wurden die bereits geschwächten Kampftruppen in den Schlachten um Cassino noch einmal dezimiert. Danach folgte ein Rückzug mit hinhaltendem Widerstand, der bis in den Raum nördlich Florenz führte.

### Auffrischung
Ab Mitte Oktober 1944 wurde die Division aus der Front gezogen, aufgefrischt und nach Ungarn verlegt.
Der Panzerjäger-Abteilung der Division wurden im Oktober 1944 für eine Neuausrüstung vierzehn Jagdpanzer 38 zugeteilt.

### Ungarn/Österreich
Der geplante Angriff auf einen sowjetischen Brückenkopf an der Drau-Einmündung in die Donau kam nicht zustande. Stattdessen wurden die einzeln eintreffenden Teileinheiten auf eine Linie zwischen Plattensee und mittlerer Drau zurückgedrängt. Dieser Abschnitt konnte dann bis Februar 1945 gehalten werden. Am 17. Februar erfolgte die Verlegung zu einem Gegenangriff im Raum Komárom. Ab dem 7. März nahm die Division an der Offensive „Frühlingserwachen“ teil. Als sich die Offensive festgelaufen hatte, begann am 18. März die sog. Wiener Operation der 3. Ukrainischen Front. Bei den schweren Abwehrkämpfen musste die Division unter hohen Verlusten aus einem Kessel ausbrechen und zog sich entlang des Plattensees zurück. Ende März erreichte sie die Reichsgrenze und errichtete dort eine Abwehrstellung. Am 20. April erfolgte der Bahntransport nach Niederösterreich, wo jedoch keine größeren Gefechte mehr stattfanden.

### Kapitulation
Nach der bedingungslosen Kapitulation konnten sich viele der Soldaten nach Westen absetzen und so der Kriegsgefangenschaft in der Sowjetunion entgehen.

## Gliederung
- Infanterie-Regiment 131
- Infanterie-Regiment 132
- Infanterie-Regiment 134
- Artillerie-Regiment 96
- Feldersatz-Bataillon 44
- Panzerabwehr-Abteilung 46
- Pionier-Bataillon 80
- Nachrichten-Abteilung 64
- Infanterie-Divisions-Nachschubführer 44

## Kommandeure und Divisionsführer
44. Infanterie-Division:
- Generalleutnant Albrecht Schubert (ab 1. April 1938)
- Generalmajor/Generalleutnant Friedrich Siebert (ab 4. November 1939)
- Generalmajor/Generalleutnant Heinrich-Anton Deboi (vom 30. Jänner 1942 bis 28. Januar 1943)

44. Reichsgrenadier-Division „Hoch- und Deutschmeister“:
- Generalleutnant Franz Beyer (ab 1. März 1943)
- Generalleutnant Friedrich Franek (1. Januar 1944)
- Generalleutnant Bruno Ortner (ab 7. Mai 1944)
- Generalleutnant Hans-Günther von Rost (ab 25. Juni 1944; † März 1945)
- Oberst Hoffmann (ab 23. März 1945)

## Bekannte Divisionsangehörige
- Karl Eibl (1891–1943),  Offizier, zuletzt General der Infanterie und Befehlshaber mehrerer Verbände im Ersten und Zweiten Weltkrieg
- Paul Herrmann (1898–1980), zuletzt als Generalmajor Befehlshaber im Wehrbereich IV der Bundeswehr
- Alfred Böhm (1920–1995), österreichischer Kammerschauspieler
- Wolfgang Meißner (1920–1995), zuletzt als Generalleutnant Kommandierender General des Luftwaffenunterstützungskommandos der Bundeswehr
- Julius Schlegel (1895–1958), Buchhändler und ÖVP-Gemeinderat in Wien, Retter der Kunstschätze der Abtei Montecassino

## Auszeichnungen
28 Soldaten in der Division wurde das Ritterkreuz verliehen und Karl Eibl zusätzlich das Eichenlaub.

## Mutmaßliches Kriegsverbrechen
Am 17. September 1943 erschossen Soldaten der Division in Villafranca di Verona 10 italienische Soldaten standrechtlich. Die Italiener hatten angeblich in Zivil eine deutsche Kolonne beschossen, wobei es auf deutscher Seite weder Tote noch Verwundete gab.